# Stow (Maine)
Stow és una població dels Estats Units a l'estat de Maine (EUA). Segons el cens del 2000 tenia 288 habitants.

## Demografia
Segons el cens del 2000, Stow tenia 288 habitants, 115 habitatges, i 80 famílies. La densitat de població era de 4,6 habitants/km².
Dels 115 habitatges en un 33,9% hi vivien nens de menys de 18 anys, en un 62,6% hi vivien parelles casades, en un 3,5% dones solteres, i en un 30,4% no eren unitats familiars. En el 25,2% dels habitatges hi vivien persones soles el 9,6% de les quals corresponia a persones de 65 anys o més que vivien soles. El nombre mitjà de persones vivint en cada habitatge era de 2,5 i el nombre mitjà de persones que vivien en cada família era de 3,03.
Per edats la població es repartia de la següent manera: un 25% tenia menys de 18 anys, un 4,9% entre 18 i 24, un 30,6% entre 25 i 44, un 27,4% de 45 a 60 i un 12,2% 65 anys o més.
L'edat mediana era de 40 anys. Per cada 100 dones de 18 o més anys hi havia 94,6 homes.
La renda mediana per habitatge era de 27.125 $ i la renda mediana per família de 35.417 $. Els homes tenien una renda mediana de 28.750 $ mentre que les dones 18.750 $. La renda per capita de la població era de 15.122 $. Entorn del 2,8% de les famílies i el 6,1% de la població estaven per davall del llindar de pobresa.